# Belaa
Belaa (în arabă بلاعة) este o comună din provincia Sétif, Algeria.
Populația comunei este de 14.666 de locuitori (2008).